# Тростберг

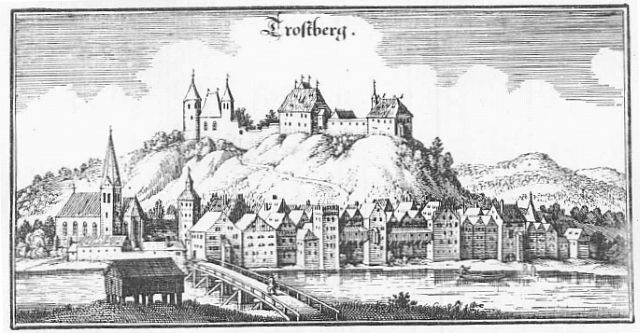
Тростберг

Тростберг (нем. Trostberg) — город в Германии, в земле Бавария. 
Подчинён административному округу Верхняя Бавария. Входит в состав района Траунштайн.  Население составляет 11 488 человек (на 31 декабря 2010 года). Занимает площадь 51,36 км². Официальный код  —  09 1 89 157.